# Association bancaire pour l'euro
 (janvier 2017).
Pour les articles homonymes, voir ABE.
L’Association bancaire pour l’euro (ABE) ou Euro Banking Association (EBA) comprend environ 200 banques membres en Europe et joue un rôle majeur dans le secteur financier en tant qu’initiateur de nouveaux systèmes de paiements paneuropéens et du développement de leur infrastructure. Elle cherche à améliorer les pratiques de marché et à contribuer à la création d’un véritable espace unique de paiement en euro (Single Euro Payments Area - SEPA).

## Histoire et Structure
L’ABE a été fondée en 1985 à Paris par 18 banques commerciales européennes et la Banque européenne d’investissement (BEI), avec l’appui de la Commission européenne (CE) ainsi que la Banque des règlements internationaux (BRI). Aujourd’hui, l’ABE compte des banques membres en Europe et dans le monde entier. Le but initial de l’ABE était de promouvoir l'Union économique et monétaire (UEM) et de développer et gérer un système de compensation pour l’ECU en Europe. Pour répondre aux besoins des banques liés à l’introduction de l’euro et à l’intégration continue du marché unique, l’ABE a créé EURO1, un système de paiement pour les paiements en euros de montant élevé, STEP1, un système de paiement pour les transactions commerciales individuelles, et STEP2, une chambre de compensation automatisée paneuropéenne (PE-ACH) pour les paiements de masse en euro. Après leur mise en place, ces trois systèmes ont été confiés à ABE CLEARING qui continue de les gérer et de les exploiter.
Depuis sa fondation, l’ABE sert de forum pour le secteur européen des paiements et soutient les initiatives de paiement paneuropéennes. Régulièrement, les preneurs de décision du secteur financier européen discutent les sujets d’actualité aux évènements organisés par l’ABE. L’association est aussi en contact avec des institutions régulatrices et industrielles et contribue à la formulation d’usages commerciaux pour les transactions financières.
Chaque année, l’ABE organise l’EBAday, une conférence et exposition destinées au secteur européen des paiements. L’évènement rassemble praticiens, régulateurs, prestataires de services informatiques et consultants venant de toute l’Europe.
Le siège principal de l’ABE se trouve à Paris.

## ABE Clearing
ABE Clearing, SAS à capital variable, a été fondée en juin 1998 par 52 banques européennes et internationales. Depuis sa création, l’entité a été chargée de gérer le système de paiement pour montants élevés EURO1, un système que l’ABE a confié à l’ABE CLEARING lors de son lancement en 1998. Aujourd’hui, ABE CLEARING gère aussi les deux plates-formes STEP1 et STEP2, elles aussi créées par l’ABE. L’ABE CLEARING offre donc une infrastructure efficace et paneuropéenne aux banques pour effectuer leurs paiements individuels et de masse. En mars 2013, ABE CLEARING a lancé MyBank, une solution d'autorisation électronique qui permet d'effectuer et d'accepter en toute sécurité des paiements en ligne et vise ainsi à faciliter la croissance du commerce électronique en Europe.
ABE CLEARING compte aujourd’hui 62 banques membres et offre aujourd’hui, tout comme TARGET2, des services de compensation complets, et non seulement pour des transactions commerciales.
Le siège principal d’ABE CLEARING se trouve à Paris, avec d’autres bureaux à Bruxelles, Francfort et Milan.

### EURO1
EURO1 est un système de paiement pour les transactions en euros de montant élevé lancé en novembre 1998. Le système est géré par ABE Clearing. En moyenne, EURO1 traite quotidiennement plus de 250 000 transactions pour un montant total d’environ 210 milliards d’euros. EURO1 comprend actuellement 62 participants et 48 sous-participants. Le système est soumis à la législation allemande (Kontokorrent-Prinzip/Single Obligation Structure).

### STEP1
Depuis 2000, l’ABE CLEARING offre avec STEP1 un système de paiement pour les virements commerciaux individuels. STEP1 traite près de 20 000 transactions par jour. STEP1 inclut 79 participants et 24 sous-participants, surtout des petites et moyennes banques. EURO1 et STEP1 s’appuient tous les deux sur l’infrastructure de messagerie et les structures informatiques de SWIFT. Les deux systèmes fournissent une infrastructure efficace aux banques en Europe pour effectuer leurs paiements individuels, qu’il s’agisse de montants élevés ou de transactions commerciales.

### STEP2
Depuis avril 2003, ABE CLEARING gère et exploite STEP2, une chambre de compensation automatisée paneuropéenne (pan-European Automated Clearing House - PE-ACH) pour les paiements de masse en euro. En se connectant à STEP2, les banques sont en mesure d’offrir à leurs clients des services de paiement paneuropéens conformes aux règlements du Conseil européen des paiements (CEP).
Pour le lancement du SEPA, dont les formats remplaceront les instruments de paiements nationaux et transfrontaliers en Europe dans les prochaines années, l’ABE CLEARING a mis en place, sur sa plate-forme STEP2, le service SCT (SEPA Credit Transfer Service) pour le traitement des virements SEPA. Depuis que la Directive sur les services de paiement (DSP) a été transposée en droit national dans la plupart des pays européens, des prélèvements conformes au SEPA sont effectués par les services SDD Core et SDD B2B (Business-to-Business) sur la plate-forme STEP2. Les services STEP2 SCT et SDD demandent l'utilisation conjointe du BIC, le code d'identification des banques (Bank Identifier Code) et de l'IBAN, le numéro de compte bancaire international.
Prenant en charge les opérations de type SCT et SDD, STEP2 permet aux banques européennes de recevoir et envoyer des paiements et prélèvements SEPA par l’intermédiaire d’un seul système. À présent, la chambre de compensation automatisée paneuropéenne (PE-ACH) d’ABE CLEARING atteint presque 100 % des banques qui ont signé les SCT et SDD Scheme Adherence Agreements du Conseil européen des paiements (CEP). Ainsi, les banques sont en mesure d’offrir à leurs clients des services conformes aux formats SEPA dans tous les 33 pays de la zone SEPA.

### MyBank
MyBank est une solution d'autorisation électronique qui a été lancé en mars 2013 par ABE CLEARING. MyBank permet aux consommateurs de payer leurs achats en ligne à travers l'Europe en utilisant l'interface de leur banque en ligne habituelle. La solution peut être utilisée pour autoriser des virements SEPA; elle permettra la création, modification et annulation de mandats électroniques pour les prélèvements SEPA à partir de 2014.